# Großer Preis von Argentinien 1953
Der Große Preis von Argentinien 1953 (offiziell I Gran Premio de la Republica Argentina) fand am 18. Januar auf dem Autódromo 17 de Octubre in Buenos Aires statt und war das erste Rennen der Automobil-Weltmeisterschaft 1953.

## Bericht

### Hintergrund
Mit dem Großen Preis von Argentinien fand erstmals ein Weltmeisterschaftslauf außerhalb Europas statt, sieht man  von den 500 Meilen von Indianapolis ab, die nur pro forma zur Fahrerweltmeisterschaft zählten; ein Austausch der amerikanischen und europäischen Fahrer fand nur ganz selten statt. Die neue Saison wurde, wie schon 1952, nach den Regeln der Formel 2 ausgetragen. Die einzige wirkliche Neukonstruktion für die Saison war der Maserati A6SSG, der allerdings erst zu den europäischen Rennen fertig wurde. Stammfahrer waren neben José Froilán González und Felice Bonetto der nach seinem Unfall in Monza 1952 wiedergenesene Juan Manuel Fangio. Ferrari hatte den im Vorjahr ungeschlagenen Typ 500 nur geringfügig modifiziert. Zur Stammbesetzung des Teams gehörte neben Alberto Ascari, Luigi Villoresi und Giuseppe Farina zum ersten Mal auch ein Nicht-Italiener, Mike Hawthorn, dessen Übertritt zu einem italienischen Team in England Kontroversen auslöste. Für Gordini, die mit unveränderten Fahrzeugen antraten, fuhren erneut Jean Behra, Robert Manzon und Maurice Trintignant. Nur 16 Fahrer meldeten zum Rennen. Für die zahlreichen Privatteams in Europa waren die Transportkosten nicht zu bewältigen. Die Werksteams ergänzten die Fahrerbesetzungen durch einheimische Fahrer, so fuhr Oscar Gálvez den vierten Maserati, Gordini stellte einen Wagen für Pablo Birger und Carlos Menditéguy bereit. Adolfo Schwelm-Cruz durfte einen Cooper steuern.
Fangio bestritt seinen 50. Grand Prix. Er war somit der erste Fahrer, der diese Marke in der Formel-1/Automobil-Weltmeisterschaft erreichte.
Als amtierender Weltmeister ging Ascari in die Saison.

### Training
Wie erwartet, dominierten Ferrari und Maserati das Training. Ascari erzielte die Pole-Position vor Fangio. Dahinter folgten Villoresi und Farina. Bonettos Aufhängung war im Training gebrochen,  sodass er seinen Maserati nur in der letzten Startreihe platzieren konnte.

### Rennen
Vor dem Rennen sah sich die Polizei vor das Problem gestellt, dass zahlreiche Zuschauer direkt neben der Strecke standen. Da der Eintritt frei war, kamen viel mehr Menschen als erwartet.  Obwohl die Fahrer Bedenken anmeldeten, wurde das Rennen mit nur einer geringen Verzögerung gestartet. Ascari übernahm sofort die Führung vor González und Fangio, während Hawthorn den Motor abwürgte und auf den letzten Platz zurückfiel. Zusammen mit Villoresi, der bereits in der zweiten Runde einen Boxenstopp einlegen musste, kämpfte er sich durchs Feld zurück auf die vorderen Plätze.
In der 32. Runde ereignete sich einer der folgenschwersten Unfälle in der Geschichte des Motorsports, der heute fast vergessen ist. Farina verlor beim Versuch, einem über die Straße laufenden Zuschauer auszuweichen, die Kontrolle über sein Fahrzeug und fuhr in eine Zuschauermenge. Zehn Zuschauer  – nach anderen Angaben sogar 15 –  wurden getötet und zahlreiche verletzt. Farina selbst blieb nahezu unverletzt. Aus heutiger Sicht unvorstellbar ging das Rennen weiter. Durch das entstehende Chaos bemerkte kaum einer, dass Lokalmatador Fangio in der 36. Runde mit defekter Aufhängung ausfiel. Dadurch gelangte Manzon an die zweite Stelle, verlor sie aber wieder bei einem missglückten Boxenstopp zum Reifenwechsel. Er musste schließlich in der 68. Runde aufgeben, nachdem er ein Rad verloren hatte.
Ascari fuhr einem ungefährdeten Start-Ziel-Sieg entgegen, während González seinen zweiten Platz an Villoresi verlor. Der Tank seines Maseratis war nicht groß genug, um eine Renndistanz ohne Nachtanken durchzustehen.

## Meldeliste
| Team                      | Nr. | Fahrer                | Chassis             | Motor           | Reifen |
| ------------------------- | --- | --------------------- | ------------------- | --------------- | ------ |
| Officine Alfieri Maserati | 02  | Juan Manuel Fangio    | Maserati A6GCM      | Maserati 2.0 L6 | P      |
| Officine Alfieri Maserati | 04  | José Froilán González | Maserati A6GCM      | Maserati 2.0 L6 | P      |
| Officine Alfieri Maserati | 06  | Felice Bonetto        | Maserati A6GCM      | Maserati 2.0 L6 | P      |
| Officine Alfieri Maserati | 08  | Oscar Gálvez          | Maserati A6GCM      | Maserati 2.0 L6 | P      |
| Scuderia Ferrari          | 10  | Alberto Ascari        | Ferrari 500         | Ferrari 2.0 L4  | P      |
| Scuderia Ferrari          | 12  | Giuseppe Farina       | Ferrari 500         | Ferrari 2.0 L4  | P      |
| Scuderia Ferrari          | 14  | Luigi Villoresi       | Ferrari 500         | Ferrari 2.0 L4  | P      |
| Scuderia Ferrari          | 16  | Mike Hawthorn         | Ferrari 500         | Ferrari 2.0 L4  | P      |
| Cooper                    | 20  | Alan Brown            | Cooper T20          | Bristol 2.0 L6  | D      |
| Cooper                    | 22  | John Barber           | Cooper T23          | Bristol 2.0 L6  | D      |
| Cooper                    | 24  | Adolfo Schwelm-Cruz   | Cooper T20          | Bristol 2.0 L6  | D      |
| Equipe Gordini            | 26  | Robert Manzon         | Gordini T16 (1952)  | Gordini 2.0 L6  | E      |
| Equipe Gordini            | 28  | Maurice Trintignant   | Gordini T16 (1952)  | Gordini 2.0 L6  | E      |
| Equipe Gordini            | 30  | Jean Behra            | Gordini T16 (1952)  | Gordini 2.0 L6  | E      |
| Equipe Gordini            | 32  | Carlos Menditéguy     | Gordini T16 (1952)  | Gordini 2.0 L6  | E      |
| Equipe Gordini            | 34  | Pablo Birger          | Simca-Gordini T15GC | Gordini         | E      |

## Klassifikation

### Startaufstellung
| Pos. | Fahrer                | Konstrukteur  | Zeit   | km/h   | Startreihe |
| ---- | --------------------- | ------------- | ------ | ------ | ---------- |
| 01   | Alberto Ascari        | Ferrari       | 1:55,4 | 122,98 | 1 R        |
| 02   | Juan Manuel Fangio    | Maserati      | 1:56,1 | 122,24 | 1 RM       |
| 03   | Luigi Villoresi       | Ferrari       | 1:56,5 | 121,82 | 1 LM       |
| 04   | Giuseppe Farina       | Ferrari       | 1:57,1 | 121,19 | 1 L        |
| 05   | José Froilán González | Maserati      | 1:58,5 | 119,76 | 2 R        |
| 06   | Mike Hawthorn         | Ferrari       | 1:59,4 | 118,86 | 2 M        |
| 07   | Maurice Trintignant   | Gordini       | 2:00,4 | 117,87 | 2 L        |
| 08   | Robert Manzon         | Gordini       | 2:00,9 | 117,38 | 3 R        |
| 09   | Oscar Gálvez          | Maserati      | 2:01,3 | 117,00 | 3 RM       |
| 10   | Carlos Menditéguy     | Gordini       | 2:01,8 | 116,52 | 3 LM       |
| 11   | Jean Behra            | Gordini       | 2:02,6 | 115,75 | 3 L        |
| 12   | Alan Brown            | Cooper        | 2:03,2 | 115,19 | 4 R        |
| 13   | Adolfo Schwelm-Cruz   | Cooper        | 2:03,7 | 114,73 | 4 M        |
| 14   | Pablo Birger          | Simca-Gordini | 2:03,8 | 114,63 | 4 L        |
| 15   | Felice Bonetto        | Maserati      | 2:04,2 | 114,26 | 5 R        |
| 16   | John Barber           | Cooper        | 2:06,8 | 111,92 | 5 RM       |

## Rennergebnis
| Pos. | Fahrer                | Konstrukteur  | Runden | Zeit        | Start | Schnellste Runde |
| ---- | --------------------- | ------------- | ------ | ----------- | ----- | ---------------- |
| 01   | Alberto Ascari        | Ferrari       | 97     | 3:01:04,6   | 01    | 1:48,4 (73.)     |
| 02   | Luigi Villoresi       | Ferrari       | 96     | + 1 Runde   | 03    |                  |
| 03   | José Froilán González | Maserati      | 96     | + 1 Runde   | 05    |                  |
| 04   | Mike Hawthorn         | Ferrari       | 96     | + 1 Runde   | 06    |                  |
| 05   | Oscar Gálvez          | Maserati      | 96     | + 1 Runde   | 09    |                  |
| 06   | Jean Behra            | Gordini       | 94     | + 3 Runden  | 11    |                  |
| 07   | Maurice Trintignant   | Gordini       | 50     | + 6 Runden  | 07    |                  |
| 07   | Harry Schell          | Gordini       | 41     | + 6 Runden  | 07    |                  |
| 08   | John Barber           | Cooper        | 90     | + 7 Runden  | 16    |                  |
| 09   | Alan Brown            | Cooper        | 87     | + 10 Runden | 12    |                  |
| –    | Robert Manzon         | Gordini       | 67     | DNF         | 08    |                  |
| –    | Juan Manuel Fangio    | Maserati      | 36     | DNF         | 02    |                  |
| –    | Felice Bonetto        | Maserati      | 32     | DNF         | 15    |                  |
| –    | Giuseppe Farina       | Ferrari       | 31     | DNF         | 04    |                  |
| –    | Carlos Menditéguy     | Gordini       | 24     | DNF         | 10    |                  |
| –    | Adolfo Schwelm-Cruz   | Cooper        | 21     | DNF         | 14    |                  |
| –    | Pablo Birger          | Simca-Gordini | 20     | DNF         | 13    |                  |

## WM-Stand nach dem Rennen
Die ersten fünf bekamen 8, 6, 4, 3 bzw. 2 Punkte; einen Punkt gab es für die schnellste Runde. Es zählten nur die vier besten Ergebnisse aus acht Rennen.

### Fahrerwertung
| Pos. | Fahrer                | Konstrukteur | Punkte |
| ---- | --------------------- | ------------ | ------ |
| 01   | Alberto Ascari        | Ferrari      | 9      |
| 02   | Luigi Villoresi       | Ferrari      | 6      |
| 03   | José Froilán González | Maserati     | 4      |
| 04   | Mike Hawthorn         | Ferrari      | 3      |
| 05   | Oscar Gálvez          | Maserati     | 2      |
| 06   | Jean Behra            | Gordini      | 0      |
| 07   | Maurice Trintignant   | Gordini      | 0      |
| 08   | Harry Schell          | Gordini      | 0      |
| 09   | John Barber           | Cooper       | 0      |

| Pos. | Fahrer              | Konstrukteur  | Punkte |
| ---- | ------------------- | ------------- | ------ |
| 10   | Alan Brown          | Cooper        | 0      |
| –    | Robert Manzon       | Gordini       | 0      |
| –    | Juan Manuel Fangio  | Maserati      | 0      |
| –    | Felice Bonetto      | Maserati      | 0      |
| –    | Giuseppe Farina     | Ferrari       | 0      |
| –    | Carlos Menditéguy   | Gordini       | 0      |
| –    | Adolfo Schwelm-Cruz | Cooper        | 0      |
| –    | Pablo Birger        | Simca-Gordini | 0      |